# 广州南沙经济技术开发区
广州南沙经济技术开发区位于中国广州市东南部，是一个国家级经济技术开发区，于1993年7月8日挂牌成立。
其处于珠江三角洲经济区的中心，珠江出海口虎门水道西岸，周围大中城市林立，水陆交通发达，是一个以造船、石化和钢铁为主，兼顾汽车、塑料、电子、食品加工的产业基地。范围包括黄阁镇、南沙经济技术开发区、灵山镇东南角、横沥镇、珠江管理区、万顷沙镇、番禺区围垦公司等区域，总面积约536平方公里，陆域面积约330平方公里。